# Dniprovske, Oceac
Dniprovske (în ucraineană Дніпровське) este un sat în comuna Solonceakî din raionul Oceac, regiunea Mîkolaiiv, Ucraina.

## Demografie
Componența lingvistică a localității Dniprovske
     Ucraineană (85,84%)
     Rusă (13,24%)
Conform recensământului din 2001, majoritatea populației localității Dniprovske era vorbitoare de ucraineană (85,84%), existând în minoritate și vorbitori de rusă (13,24%).